# Унца
Унца (груз. უნწა) — село в Грузии, на территории Адигенского муниципалитета края (мхаре) Самцхе-Джавахети.

## География
Село находится в южной части Грузии, на правом берегу реки Оцхе (левый приток Кваблиани), на расстоянии 9 километров (по прямой) к востоку от посёлка городского типа Адигени, административного центра муниципалитета. Абсолютная высота — 1101 метр над уровнем моря.

## Население
По результатам официальной переписи населения 2014 года, в Унце проживало 275 человек (128 мужчин и 147 женщин). В национальной структуре населения грузины составляли 94,9 %, армяне — 4,4 %, русские — 0,7 %.
| Год  | Население, человек |
| ---- | ------------------ |
| 2002 | 273                |
| 2014 | ↗ 275              |